# Rod Dixon
Rod Dixon (Nueva Zelanda, 3 de julio de 1950) es un atleta neozelandés retirado, especializado en la prueba de 1500 m en la que llegó a ser medallista de bronce olímpico en 1972.

## Carrera deportiva
En los JJ. OO. de Múnich 1972 ganó la medalla de bronce en los 1500 metros, con un tiempo de 3:37.46 segundos, quedando en el podio tras el finlandés Pekka Vasala y el keniano Kipchoge Keino (plata).